# Famille du Pont de Nemours
Pour les articles homonymes, voir du Pont (homonymie).
 (septembre 2024).

La famille du Pont de Nemours est une famille subsistante de la noblesse française, originaire de Normandie, anoblie à Paris en 1783, et établie depuis 1800 aux États-Unis, où elle a produit une nombreuse descendance patronymique.
Elle est à l'origine du groupe chimique américain DuPont, de son nom complet « E.I. du Pont de Nemours et compagnie », entreprise fondée en juillet 1802 à Wilmington, dans le Delaware, par Éleuthère Irénée du Pont de Nemours.

## Histoire
Le patronyme de cette famille s'est écrit successivement Dupont, du Pont, Dupont de Nemours, puis du Pont de Nemours, qui est la graphie actuelle constatée aux États-Unis.

## Personnalités
- Pierre Samuel du Pont de Nemours (1739-1817), entrepreneur, économiste, homme politique et diplomate
- Victor Marie du Pont (1767-1827), diplomate, homme d'affaires et homme politique
- Éleuthère Irénée du Pont de Nemours (1771-1834), chimiste et industriel
- Samuel Francis Du Pont (1803-1865), contre-amiral
- Henry A. du Pont (1838-1926), homme d'affaires et sénateur du Delaware
- Margaret Osborne du Pont (1918-2012), joueuse de tennis
- John Éleuthère du Pont (1938-2010), ornithologue, philatéliste, philanthrope, connu pour avoir soutenu par l'intermédiaire de son centre d'entrainement Foxcatcher de nombreux sportifs dont l'équipe américaine de lutte. Il fut reconnu coupable du meurtre de l'un de ses lutteurs, le champion olympique Dave Schultz. Son histoire a été adaptée au cinéma en 2014 par Bennett Miller.

## Généalogie partielle
- Pierre Samuel du Pont de Nemours (1739-1817), épouse Charlotte Marie Louise Le Dée de Rencourt
  - Victor Marie du Pont (1767-1827)
    - Charles Irénée du Pont (1797-1869)
      - Victor du Pont (1828-1888)

    - Samuel Francis Du Pont (1803-1865)

  - Éleuthère Irénée du Pont de Nemours (1771-1834), chimiste, filleul de Turgot, épouse Sophie Madeleine Dalmas (1775-1828)
    - Alfred du Pont (1798-1856)
      - Éleuthère Irénée du Pont, II (1829-1877), épouse Charlotte Henderson
        - Alfred du Pont (1864-1935), épouse sa cousine Bessie Gardner

      - Lammot du Pont I (1831-1884), épouse Mary Belin (1839-1913)
        - Louisa d’Andelot du Pont (1868-1926), épouse Charles Copeland (1867-1944), dont postérité
        - Pierre S. du Pont II (1870-1954), président de General Motors
        - Irénée du Pont (1876-1963)
        - Lammot du Pont II (1880-1952)
          - Pierre S. du Pont III, épouse Jane Holcomb
            - Pierre Samuel, "Pete" du Pont IV (1935-2021), gouverneur du Delaware 

    - Henry du Pont (1812-1889), diplômé de l'Académie militaire de West Point
      - William du Pont (1855-1928)
        - William du Pont Jr. (1896-1965), époux de la joueuse de tennis de Margaret Osborne (1918-2012)
          - John du Pont (1938-2010)

      - Henry du Pont (1838-1926), colonel, sénateur du Delaware 

    - Alexis Irénée du Pont (1816-1857)
      - Eugene du Pont (1840-1902)
        - Amy Elizabeth du Pont (1880-1962)

      - Alexis Irénée du Pont (1843)
      - Francis Gurney du Pont (1850-1904), épouse Elise Simons (1849-1919)
        - A. Felix du Pont (1879-1948)
          - A. Felix du Pont, Jr. (1905-1996)
          - Lydia Chichester du Pont (1907-1958)
          - Richard Chichester du Pont (1911-1943)
          - Alice du Pont (1912-2002), épouse James Paul Mills (1908-1987), dont postérité

        - Éleuthère Paul du Pont (1887-1950)